# 델피언 레코드
델피언 레코드(영어: Delphian Records)는 에든버러의 독립 음반사이다. 2000년 에든버러 대학교의 학생인 폴 백스터와 케빈 핀들런이 두 명의 창업 자금 지원과 스코틀랜드 기관의 지원금 프로그램을 통해 설립했다. 2014년 그라모폰이 올해의 음반사로 선정했다.

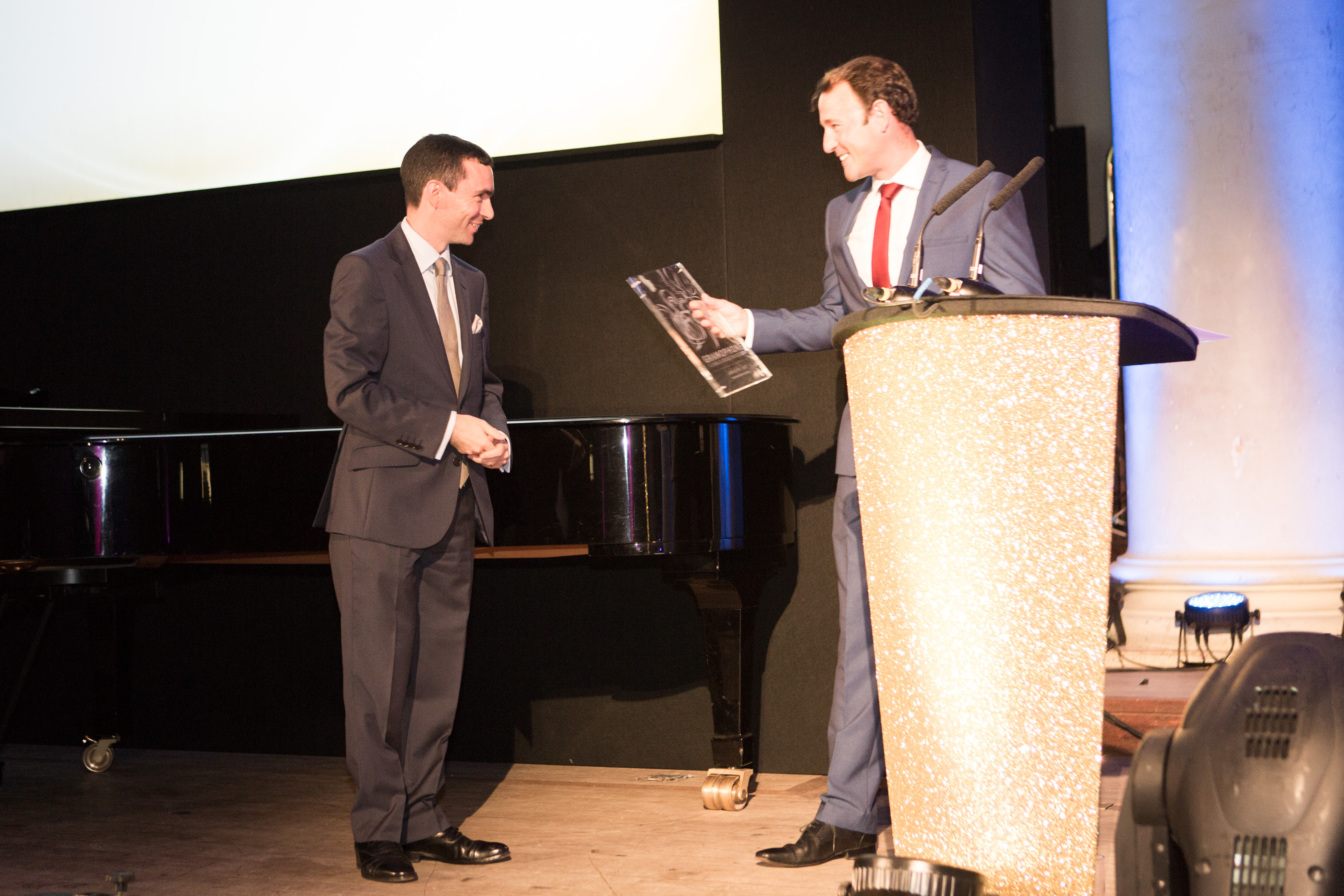
2014년 그라모폰 어워드에서 올해의 음반사 상을 수상하는 백스터

델피언 레코드는 실내악과 기악 음악에 중점을 두고 있으며, 특히 새로운 음악의 녹음을 중점적으로 활동한다. 스코틀랜드 정부로부터 보조금을 받은 후 2008년 스코틀랜드 실내악단과 게리 워커와 함께 첫 번째 오케스트라 음반을 발매했다. 2018년에는 왕립 스코틀랜드 국립 관현악단과 데임 에블린 글레니와 함께 《Out of the Silence: Orchestra Music by John McLeod》를 발매했다.
유명한 작품으로는 고고학자, 음악학자, 연구자, 악기 제작자, 작곡가, 음악가, 영화 제작자, 사운드 디자이너 및 멀티미디어 예술가로 구성된 팀과 협력하여 선사 시대부터 고전 음악에 이르기까지 음악을 재해석하는 5부작 프로젝트로, BBC 뮤직 매거진의 극찬을 받았다.